# Erosionscirkel
En erosionscirkel, eller makhtesh (hebraisk: מכתש, flertal: מכתשים – "makhteshim") er en geologisk landskabsform, der anses som som unik for Negev-ørkenen i Israel og Sinai-halvøen.
Landformen er specielle kratere, som har stejle sider, der omgiver en dyb, lukket kløft, som normalt er en enkelt, udtørret wadi. Kløfterne grænser til vegetation og jord, og i selve grøften findes der mange forskellige, farvede sten, samt fauna og flora som er blevet udviklet og bevaret gennem millioner af år. Den mest kendte (og største) erosionscirkel er Ramon-krateret i Negev-ørkenen.